# François-Xavier Hauville
François-Xavier Hauville, né en 1949 à Toulon, est un musicien français qui fut directeur de l'Opéra de Lausanne de 1999 à 2005.

## Biographie
S'il s'initie dès son enfance à la musique en compagnie de son père organiste, c'est vers les mathématiques qu'il oriente d'abord son parcours. Il obtient en effet une maîtrise de mathématiques à Paris en 1974 et enseigne cette matière au Lycée Jeanne d'Arc de Caen entre 1975 et 1982. Parallèlement à ses études scientifiques et au gré d'influences musicales variées, François-Xavier Hauville se perfectionne dans l'art de la musique. Entre 1970 et 1975, il s'imprègne de deux univers musicaux diamétralement opposés : l'un novateur et contemporain avec Yannis Xenakis, créateur de la musique stochastique et premier européen à recourir à un ordinateur pour créer de la musique, l'autre plus classique et théorique avec Germaine Tailleferre, qui lui donne des cours de théorie musicale et de contrepoint. Critique musical à La Liberté de Normandie, chanteur, passé par l'Institut Français de Gestion (IFG), c'est tout naturellement qu'il est amené à diriger des institutions culturelles de renom. 
Dès 1982 et jusqu'en 1990, il devient directeur des services culturels de la ville de Caen. Cette première grande expérience professionnelle de responsable d’une programmation artistique lui ouvre les portes des réseaux internationaux du spectacle vivant. De 1990 à 1999, il reprend la direction du Théâtre de Caen, dont il s'occupait déjà de la programmation lyrique, et qui n'avait plus eu de directeur propre depuis près de vingt ans. Il est ensuite nommé directeur artistique de l’Opéra de Lausanne, succédant à Dominique Meyer. Il occupe ce poste de 1999 à 2005, où il diversifie la programmation et centralise les représentations. L'Opéra de Lausanne lui doit également son rapprochement avec les milieux scientifiques et polytechniques de la Ville.
En 2005, il voit son contrat non reconduit à Lausanne et disparaît quelque temps de la scène publique. Un temps candidat au poste de directeur délégué du Théâtre national de l'Opéra-Comique, il est finalement nommé comme successeur de Claude Malric à la tête de la Scène nationale d'Orléans en 2008, poste qu'il décide de quitter le 21 octobre 2021.

## Sources
- « François-Xavier Hauville », sur la base de données des personnalités vaudoises sur la plateforme « Patrinum » de la Bibliothèque cantonale et universitaire de Lausanne.
- "Rencontre avec François-Xavier Hauville, successeur de Dominique Meyer à l'opéra de Lausanne", Revue musicale de Suisse romande, N° 1/1998, p. 45
- Roth, Jean-Jacques, "François-Xavier Hauville, première saison d'un fou de maths à l'Opéra de Lausanne", Le Temps, n° 476, 1999/09/02
- Julian Sykes, "L'Opéra de Lausanne, vaisseau polyvalent", Le Temps, n° 1001, 2001/04/26
- Lorete Coen, "François-Xavier Hauville quittera la tête de l'Opéra de Lausanne l'an prochain", Le Temps, n° 1845, 2004/01/19
- Armelle Heliot, "Huit candidats pour Favart", Le Figaro, n° 18890, 2005/04/29